# حليب الثدي

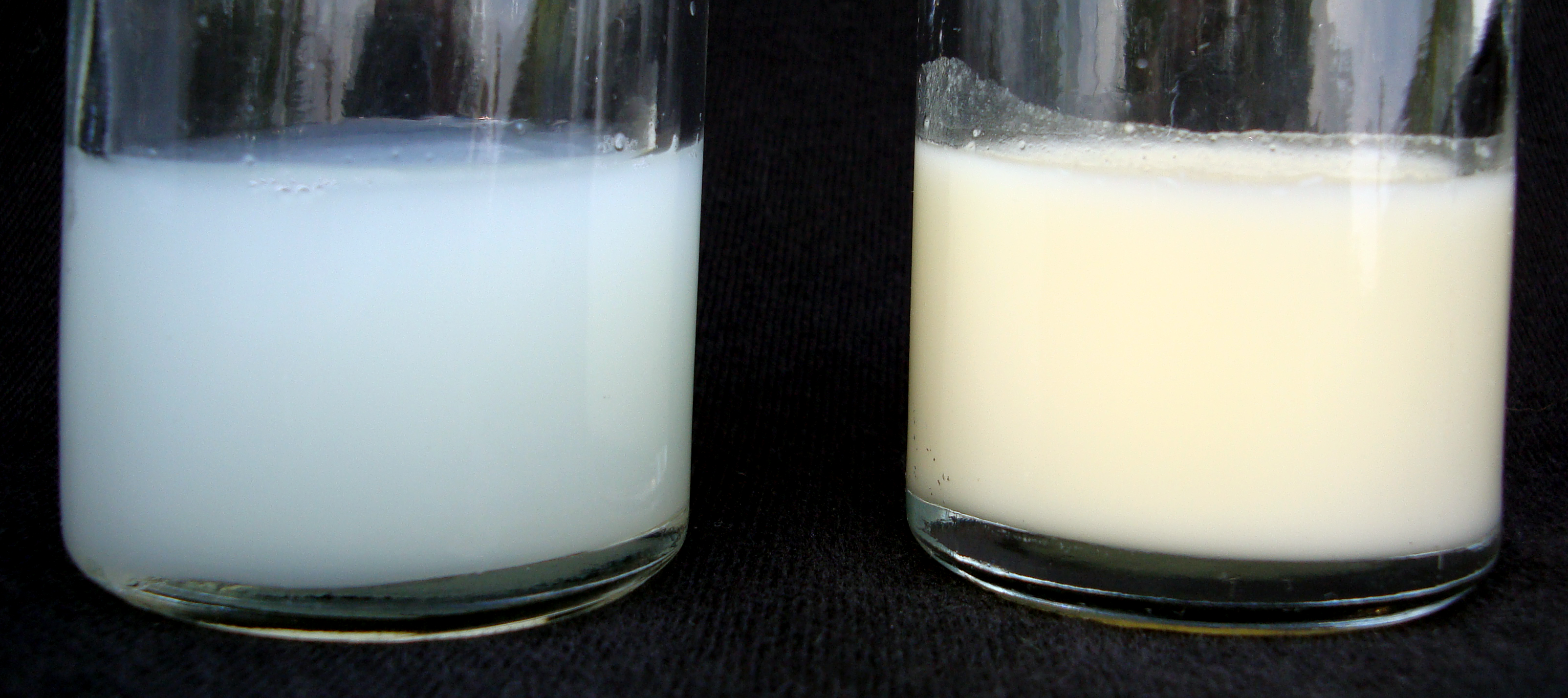
عينتان 25 مل من حليب الثدي البشري. عينة اليد اليسرى هي الحليب المبدئي المائي القادم من ثدي ممتليء. عينة اليد اليمني هي اللباء، والحليب الدسم قادم من ثدي فارغ تقريبا.

حليب الثدي أو حليب الأم أو حليب الرضاعة أو الحليب البشري هو حليب يُفرز من ثدي الأم البشرية. حليب الرضاعة هو المصدر الرئيس لتغذية الرضيع قبل تمكّنه من تناول وهضم الأطعمة والمواد الغذائية الأخرى، يستطيع كبار الرضع والأطفال الصغار الاستمرار في الرضاعة الطبيعية.
الرضاعة العادية للطفل من أمه هي الطريقة الاعتيادية للحصول على حليب الثدي، إلا أنه يمكن أيضاً أن يُضخ الحليب ويُغذّى به الطفل بعد ذلك بزجاجة أو كأس أو ملعقة أو بالتنقيط أو عن طريق أنبوب أنفي معدي. ويمكن أيضاً لامرأة أخرى غير أم الطفل رضاعة الطفل بالثدي، أو عن طريق ضخ الحليب.
توصي منظمة الصحة العالمية بالرضاعة الطبيعية الحصرية طوال الأشهر الستة الأولى من حياة الطفل، وتقديم الأغذية الصلبة تدريجياً في هذا العمر عندما تظهر علامات الاستعداد لذلك. وتوصي أيضا بالرضاعة الطبيعية المكملة حتى عمر سنتين على الأقل، ما دامت الأم والطفل يرغبان في ذلك 

## الفوائد
تقدم الرضاعة الطبيعية فوائداً صحيةً في بداية المشي وبعده أيضاً. تشمل هذه الفوائد:
- خفض خطر متلازمة موت الرضع المفاجئ خصوصاً في الدول النامية الجزرية الصغيرة.
- تقليل احتمال الإصابة بأمراض الأذن الوسطى والبرد والأنفلونزا.
- تقليل نسبة الإصابة ببعض أنواع السرطان، مثل سرطان الدم في مرحلة الطفولة.
- خفض مخاطر الإصابة بمرض السكري، وخطر الإصابة بالربو والأكزيما في مرحلة الطفولة.
- تقليل مشاكل الأسنان.
- تقليل نسبة الإصابة بالبدانة في الحياة لاحقاً.
- تقليل مخاطر الإصابة بالاضطرابات النفسية.[2] [محل شك].

كما توفر الرضاعة الطبيعية فوائداً صحيةً للأم. فهي تساعد الرحم على العودة إلى حجمه الطبيعي، وتقلل من النزيف، وكذلك تساعد الأم في العودة إلى وزن ما قبل الحمل. كما تقلل الرضاعة الطبيعية أيضاً من خطر الإصابة بسرطان الثدي في الحياة لاحقاً.

## الإدرار
تفرز أثداء النساء بعد الولادة، تحت تأثير هرمونيّ البرولاكتين والأوكسيتوسين، حليب الثدي لتغذية الطفل. وكثيراً ما يشار إلى الحليب المنتج الأولي باسم اللبأ، الذي ترتفع فيه معدلات إيغا المناعي (بالإنجليزية: IgA)‏، المغلف للقناة الهضمية. مما يساعد على حماية الأطفال حديثي الولادة، حتى يتمكن نظام المناعة الذاتية لديهم من العمل بشكل صحيح، ويخلق تأثير ملين خفيف ويطرد ألعقبي «غائط الجنين» ويساعد في منع تراكم البيليروبين (عامل مساهم في اليرقان).
وهناك أسباب كثيرة قد تمنع الأم من إنتاج ما يكفي من حليب الثدي. وإحدى أكثر الأسباب شيوعاً هي المزلاج غير اللائق الذي يُعرف بانعدام اتصال الطفل بكفاءة مع حلمة الثدي وعدم الإرضاع ما يكفي، أو ضخ ما يكفي حاجة الطفل، كما قد تسبب بعض الأدوية كوسائل منع الحمل الهرمونية التي تحتوي على الاستروجين والمرض والجفاف. وهناك سبب آخر أكثر ندرة هو، متلازمة شيهان التي تعرف أيضاً باسم قصور إفراز الغدة النخامية بعد الولادة، الذي يرتبط مع نقص البرولاكتين، حيث قد يتطلب مثل هذا الالتهاب العلاج بالهرمونات البديلة. سوء التغذية عند الأم هو مشكلة كبيرة في البلدان النامية، حيث أن النساء اللاتي يعانين من سوء التغذية، غالباً لا يستطعن إدرار حليب الثدي.
تعتمد كمية حليب الثدي المنتجة على طريقة إرضاع الأم لطفلها وكيفية ضخ الحليب اعتمادً أساسيّاً، فكلما أرضعت الأم طفلها أكثر أُفرز المزيد من الحليب. ويُفضّل الأرضاع عند رغبة الطفل بذلك، بدلاً من التركيز على الجدولة. ومن المفيد في حالة ضخ الحليب استخدام مضخة كهربائية لتحفيز جميع قنوات الحليب. بعض الأمهات يحاولن زيادة المعروض من حليبهن بوسائل أخرى مثل استخدام عشبة الحلبة، التي استخدمت لمئات السنين لزيادة إدرار الحليب، وهناك أيضاً وصفات أدوية يمكن استخدامها، مثل الدومبيريدون، وريجلان. تُسمّى المواد التي ترفع من نسبة إدرار الحليب بمدرات الحليب.

## القيم الغذائية
| [ 3 ]                                    | الدهون      | الدهون |
| المجموع (100/غرام مل)                    | 4.2         |        |
| الأحماض الدهنية - الطول 8 سي (٪)         | زهيدة الاثر |        |
| الأحماض الدهنية المتعددة غير المشبعة (٪) | 14          |        |
| البروتين (100/غ مل)                      |             |        |
| المجموع                                  | 1.1         |        |
| الكازين 0.4                              | 0.3         |        |
| لاكتالبومين الحليب -أ                    | 0.3         |        |
| اللاكتوفيرين                             | 0.2         |        |
| ايغا                                     | 0.1         |        |
| اي جي جي                                 | 0.001       |        |
| الليسوزيم                                | 0.05        |        |
| ألبومين ألمصل                            | 0.05        |        |
| اللاكتوغلوبولين - بي                     | -           |        |
| الكربوهيدرات (100/غ مل)                  |             |        |
| اللاكتوز                                 | 7           |        |
| قليل السكاريد                            | 0.5         |        |
| المعادن (100/غ مل)                       |             |        |
| الكالسيوم                                | 0.03        |        |
| الفوسفور                                 | 0.014       |        |
| الصوديوم                                 | 0.015       |        |
| البوتاسيم                                | 0.055       |        |
| الكلور                                   | 0.043       |        |

الخصائص المتكاملة الدقيقة لحليب الأم ليست معروفة تماماً، ولكن المحتوى الغذائي بعد فترة الولادة يتلاءم وتوجه مكوناته في إمدادات الأم الغذائية. وإذا لم يتوفر العرض الكافي، فإن الحصول على المحتوى يكون من مخازن الأم الجسدية. ويختلف التكوين الدقيق لحليب الأم من يوم لآخر، بناء على الاستهلاك الغذائي وعلى البيئة مما يعني تقلب نسبة المياه ونسبة الدهون في الحليب.
يبدأ إنتاج اللباء خلال الأيام القليلة الأولى بعد الولادة. واللباء سائل رقيق مصفر، وهو نفس السائل الذي يتسرب من الثدي خلال فترة الحمل. وهو غني بالبروتين والأجسام المضادة التي توفر الحصانة السلبية للرضيع، حيث أن النظام المناعي للرضيع لا يتطور بشكل كامل عند الولادة. ويساعد اللباء أيضاً الجهاز الهضمي عند حديثي الولادة على النمو وعلى تأدية وظائفه بشكل صحيح.
من بعد 3 إلى 4 أيام يبدأ الثدي في إنتاج الحليب المائي الرقيق والحلو. وهذا يروي عطش الطفل، ويوفر احتياجاته من البروتينات والسكريات والمعادن. ومع مرور الوقت يتغير الحليب ويصبح سميكاً ودسماً. ليسكن جوع الطفل.
والحليب الابتدائي هو الحليب الخارج مع بداية التغذية، وهو مائيّ ومنخفض الدهون وعالي الكربوهيدرات الذي يُحرر كلما تقدمت التغذية.
لا يمكن أن يكون الثدي فارغاً تماماً من الحليب، حيث أن عملية إدرار الحليب هي عملية بيولوجية مستمرة.
يظل مستوى الجلوبلين ألاميني في حليب الثدي مرتفعاً، منذ اليوم العاشر للولادة كحد أدنى وحتى الشهر السابع والنصف التالي للولادة.
ويحتوي حليب الثدي على 0.8% حتى 0.9% بروتين و4.5% دهون و7.1% كربوهيدرات و0.2% معادن. والكربوهيدرات تتضمن بشكل عام اللاكتوز، والكسر الدهني الذي يحتوي على دهون ثلاثية معينة من الحامض النخيلي وحمض الأوليك (الدهون الثلاثية OPO)، وأيضاً على كمية كبيرة نسبيّاً من الدهون المشبعة مع روابط غير مشبعة. وهي، حامض الفاكسين، وحامض اللينوليك المترافق (CLA) الذي تبلغ نسبته 6% من دهون الحليب البشري.
البروتينات الرئيسة هي الكازين وألفا لاكتالبومين واللاكتوفيرين والآيغا والليسيوزيم وألبومين المصل والزلال في الدم. وفي بيئة حمضية مثل المعدة تتطور ألفا لاكتالبومين إلى شكل مختلف، وتربط حمض الأوليك لتشكيل عقدة تسمى هاملت، وهي التي تقتل خلايا الأورام. وهذا للمساهمة في حماية الأطفال الذين يرضعون طبيعياً من السرطان.
تشكل المركبات غير البروتينية المحتوية على النيتروجين إلى 25% من نيتروجين الحليب، بما في ذلك اليوريا وحمض اليوريك والكرياتين والكرياتينين والأحماض الامينية والنوكليوتيدات. لحليب الأم إيقاعات مختلفة يومياً، فبعض النيوكليوتيدات لها نهاية طور أثناء الليل، والبعض الآخر خلال اليوم.
وقد اتضح أن حليب الأم يحتوي على نوع من القنب الهندي أراشي دونويل الجلسرين.
وعلى الرغم من أن حليب الثدي موصوف عالمي، إلا أنه مرت ممارسة الرضاعة الطبيعية بفترة عدم رواج في الخمسينات عند بعض الدول، وانتشر استخدام بدائل حليب الأم التي كانت تعتبر أفضل من حليب الثدي.
وبالرغم من ذلك فينبغي على النساء اللواتي يرضعن أطفالهم طبيعياً، التشاور مع الطبيب فيما يخص ما المواد أو الأمراض التي يمكن أن تنتقل إلى الرضيع عن طريق الرضاعة، مثل الكحول، وفيروسات نقص المناعة البشرية HTLV-1 أو الأدوية.
معظم النساء اللواتي لا يرضعن طبيعياً، يستخدمن حليب الأطفال المجفف، ولكن في بعض البلدان يمكن الحصول على حليب الثدي عن طريق متطوعين من بنوك الحليب البشري، عن طريق وصفة طبية.

## الحفظ والتخزين

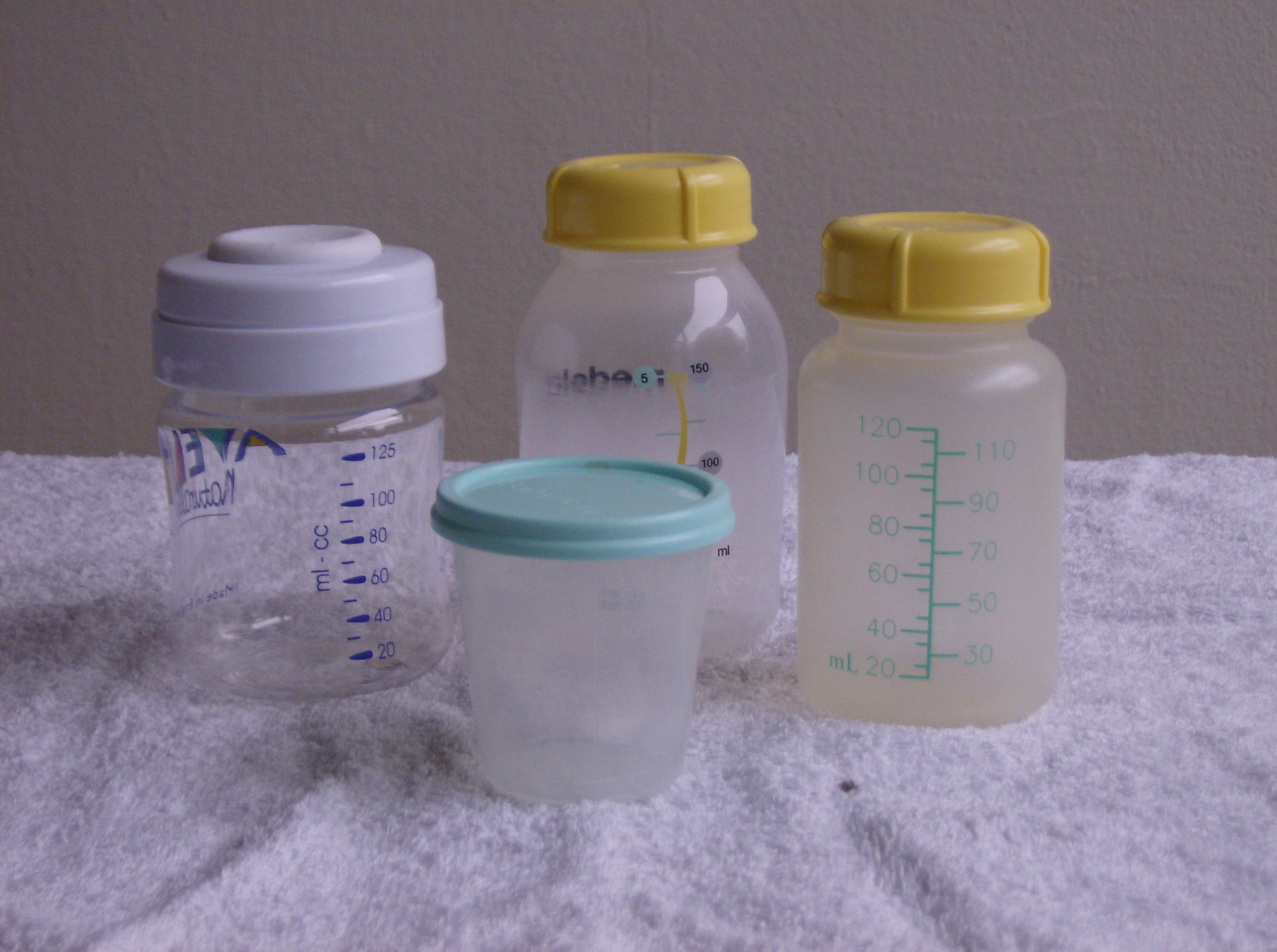
حاويات تخزين حليب الثدي.

يمكن تخزين حليب الثدي لاستخدامه في فترة لاحقة. ومن المستحسن[وفقًا لِمَن؟] تخزينه في حاويات ذات أضلاع مشددة الجوانب مع ختم هوائي محكم. وتوجد بعض الأكياس البلاستيكية المصنعة خصيصاً لتخزين حليب الثدي مع فترة تخزين لا تتجاوز 72 ساعة. وبعضها صالح للاستخدام لمدة تصل إلى 6 أشهر مع التبريد. تعتمد الفترة الزمنية التي يمكن أن يخزن فيها حليب الثدي بشكل آمن لاستخدام الأطفال في المنازل، علي الأحوال المذكورة في هذا الجدول.
| مكان التخزين                               | درجة الحرارة      | درجة الحرارة      | الحد الأقصى للتخزين      |
| ------------------------------------------ | ----------------- | ----------------- | ------------------------ |
| في غرفة                                    | 25 درجة مئوية     | 77 درجة فهرنهايت  | من ستة إلى ثمانية ساعات  |
| الكيس الحراري المعزول مع كمادات الثلج.     |                   |                   | حتي 24 ساعة              |
| في الثلاجة.                                | حتي 4 درجات مئوية | 39 درجة فهرنهايت  | حتي خمسة أيام            |
| غرفة التجميد داخل الثلاجة.                 | -15 درجة مئوية    | 5 درجة فهرنهايت   | أسبوعين                  |
| ثلاجة ومجمدة مع أبواب منفصلة               | -18 درجة مئوية    | صفر درجة فهرنهايت | من ثلاثة إلى ستة أشهر    |
| مجمد صدر عميق أو مستقيم مع التذويب اليدوي. | -20 درجة مئوية    | -4 درجة فهرنهايت  | من ستة إلى اثني عشر شهرا |

## البدائل
ما يزال تأكيد ما إذا كان حليب الثدي قد يعود بالنفع إذا استخدمه البشر البالغون، مشكوك فيه، لأن الكثير من مكوناته تخضع لعملية الهضم في معدة الكبار، بما في ذلك الأجسام المضادة وغيرها من البروتينات.
إضافة إلى أن الحليب البشري يوفر الغذاء الضروري للأطفال الرضع، قله أيضا العديد من الاستخدامات القيمة، خاصة في المجالات الطبية، بالنسبة للأطفال والبالغين. حيث استخدم طبيا لآلاف السنين. وغالبا مايتم تناسي خصائص حليب الثدي المضادة للجراثيم وخصائصه الشفائية، حتى من قبل الأمهات المرضعات أنفسهم. إذا تم تخزين حليب الثدي بشكل صحيح فذلك هو حل معقم حيث يمكن ذلك من استخدامه بطرق متنوعة وفي وسائل الشفاء وفي العمل على التئام وتنظيف الجروح. يحتوي حليب الأم على أجسام مضادة قوية وعلي الترياق، الذي يعتقد الكثير من الناس على قدرته في التئام الجروح وعلي الصحة العامة. ومع ذلك، يفتقر حليب الثدي إلى خصائص التطهير والتعقيم، فاذا أصيبت الأم المرضعة بالأمراض المعدية، مثل فيروس نقص المناعة البشرية ومختلف حالات العدوى البكتيرية مثل البكتريا العقدية -المجموعة الثانية، من الممكن أن ينقل حليب الأم مثل هذه الأمراض للأطفال الرضع ولغيرهم من الناس.
استخدم حليب الثدي في المنزل كعلاج للأمراض الطفيفة، مثل التهاب الملتحمة، ولدغ ولسع الحشرات وأكزيما التماس، والجروح الملتهبة، والحروق والكشط. كما استخدم أيضا لتعزيزالجهاز المناعي في الأشخاص المصابين بأمراض المعدة الفيروسية والأمعاء والأنفلونزا ونزلات البرد والالتهاب الرئوي، وغير ذلك، لما له من خصائص مناعية. ومع ذلك لا ينبغي أن يعتبر أو يفسر حليب الأم على أنه «علاج لكل شيء». بعض الخبراء الطبيين مقتنعون بأن حليب الأم يمكن في بعض الأحيان أن يحث علي الموت المبرمج للخلايا، في بعض أنواع الخلايا السرطانية، ومع ذلك، هناك حاجة للمزيد من الأبحاث والأدلة في هذه الناحية من علاج السرطان.
استخدم عدد قليل من الناس حليب الثدي البشري، بما في فيهم السويسري، ريستوريتور هانز لوكن، أو على الأقل دافعوا عن استخدامه كبديل عن حليب البقر في منتجات الألبان والأغذية ووصفات الطعام . نشر تامي فريسيل ديبي، وهو مستشار عائلي متخصص في رابطة الوالدية، كتابا بعنوان، الوصفات السرية للأم المرضعة طبيعيا، مقدما مجموعة طويلة مفصلة من الوصفات الغذائية والمشروبات التي تحتوي على حليب الثدي البشري. وأشعلت منظمة حقوق الحيوان المعروفة باسم بيتا PETA، عاصفة من الانتقادات عندما حثت شركات الألبان علي استبدال حليب الأبقار الذي يستخدمونه في منتجات الآيس كريم بحليب الثدي البشري كوسيلة لوقف الاعتداء على الماشية. ولا ينتج أو يوزع حليب الثدي صناعيا أو تجاريا، ذلك لأن استخدام حليب الثدي البشري كغذاء يومي، أو كمكونات لوصفة غذائية أو مكونات طعام، يعتبر استخداما غريبا ومتناقضا مع ثقافة الغالبية الأعم في مختلف أنحاء العالم، ومعظمهم لا يوافقون على مثل هذه الممارسة، لأنه تاريخيا لم يكن مثل هذا الأمر مقبولا على نطاق واسع. ويرجع أساسا عدم القبول هذا الي الأخلاق الاجتماعية القوية والروح الدينية.
بذلت محاولات لصناعة الصابون من حليب الثدي، وأدعي الذين استخدموا ذلك أن فعاليته كمطهر أكبر من، أو تتساوى مع الصابون التقليدي. تنتج جميع أنواع الثدييات الحليب، ولكن يختلف تركيب الحليب كثيرا بين كل نوع. وغالبا ما تختلف الأنواع الأخرى من الحليب كثيرا عن حليب الثدي البشري. وكقاعدة عامة في الثدييات،(بما في ذلك أطفال الإنسان الرضع)،يكون الحليب الذي يرضع منه أحيانا كثيرة، أقل ثراء، أو أكثر ماء عن حليب الثديات التي ترضع صغارها أحيانا أقل. وحليب الإنسان، هو أرق حليب بشكل ملحوظ وأكثر حلاوة من حليب البقر.
لا يحتوي حليب البقر الكامل الدسم على الكمية الكافية من فيتامين ج، أو الحديد، أو الأحماض الأمينية الأساسية، مما يعرض الأطفال الذين يتغذون عليه للإصابة بفقر الدم. ويحتوي أيضا حليب البقر الكامل الدسم على كميات مفرطة من البروتين والصوديوم والبوتاسيوم، مما قد يشكل ضغطا على كليتي الرضيع. إضافة الي أن البروتينات والدهون في حليب البقر كامل الدسم، أكثر صعوبة من أن يهضمها أو يمتصها الرضيع، عن تلك الموجودة في حليب الأم. قد يكون الحليب المكثف أسهل هضما، بسبب عملية تجهيز البروتين، إلا أن ذلك لا يكفي من الناحية التغذوية. وهناك أقلية كبيرة من الأطفال لديهم حساسية لواحد أو أكثر من مكونات حليب البقر، وفي الغالب الأعم بروتين حليب البقر. ومن الممكن أن تؤثر هذه المصاعب علي صيغة حليب الأطفال المستمدة من حليب البقر.

## توصيات
توصي منظمة الصحة العالمية بالرضاعة الطبيعية الحصرية طيلة الأشهر الستة الأولى من الحياة، مع تقديم المواد الصلبة تدريجياً حول هذه السن، بعد أن تظهر علامات الاستعداد لذلك. ينصح باستكمال الرضاعة الطبيعية حتى سن الثانية ما دام الأم والطفل يرغبان بذلك.

## تمرير المواد غير المرغوب فيها
وبالرغم من مخاطر الموادالتي تنتقل من الأم إلى الطفل عن طريق حليب الثدي، فالرضاعة الطبيعية لها مزايا أكثر بكثير من صيغ حليب الأطفال، فيما عدا استثناءات قليلة. وتوصي منظمة الصحة العالمية بالرضاعة الطبيعية الحصرية طيلة ال 6 أشهر الأولى من الحياة.
الخلايا التي تنتج الحليب، هي الخلايا الأكثر إنفاذا للعقاقير خلال الأسبوع الأول بعد الولادة.
مميزات الأدوية التي تزيد من إفراز الحليب تشمل :
1. بروتينات غير بلازمية.
2. غير مؤينة
3. منخفضة الوزن الجزيئي
4. تذوب في الدهون بدلا عن الذوبان في الماء
5. ضعيفة القلوية بدلا عن ضعف الحمضية

تنفذ الأدوية من بلازما الدم عبر أقنية الخلايا إلى الحليب بالانتشار أو بالنقل النشط. وقد يؤدي النقل النشط الي ارتفاع تركيز الدواء في حليب الأم أكثر مما كانت عليه في بلازما الأم.
لا تتجاوز كمية أي أدوية في الحليب 2 ٪ من مجموع الجرعة التي تم تناولها.

### المخاطر والأمراض المنقولة
الأدوية التي تعتبر آمنة بالنسبة لمحتوى الحليب هي :
- الإسبرين
- اسيتامينوفين
- العديد من المضادات الحيوية، ما عدا تلك المشتركة، مثل الفلوروكينولون (مثال، سيبروفلوكساسين وليفوفلوكساسين وموكسيفلوكساسين والعقاقير المماثلة الأخرى، المستخدمة في علاج مجموعة واسعة من الأمراض بما في ذلك المسالك البولية والجهاز التنفسي)، وأدوية السلفا (على سبيل المثال سلفاميكسيزول)و التتراسكلين (على سبيل المثال المينوسكلين والدوكسيسيكلين) ووالكلورامفينيكول
- مضادات الهستامين (الحساسية والتحضيرات الباردة)

ومع ذلك من المعقول أن تتشاور المرأة المرضعة مع مقدم الرعاية الصحية قبل استخدام أي أدوية.
والأدوية التي تتطلب بعض الحذر هي يلي :
- المسهلات
- أدوية الربو التي تحتوي على الثيوفيلين
- المهدئات (مثل الفاليوم والفينوباربيتال)

الكحول والكافيين تعتبر آمنة إذا ما تم تناولها بكميات صغيرة. ومن ناحية أخرى يمر النيكوتين إلى الطفل عن طريق حليب الثدي ويمكن أن يسبب مشاكل صحية خطيرة.
ينبغي تجنب الأدوية التي تضر بالرضع الذين يرضعون رضاعة طبيعية، إذا كان ذلك ممكنا وهي:
- الأتروبين
- أدوية فرط الدراق
- علاج السرطان الكيميائي
- التتراسيكلين
- الكلورامفينيكول
- اليوديد
- الريسربين«قلواني خافض للضغط من نبات الراولفيا»
- المخدرات
- الليثيوم
- التحضيرات المشعة
- تحضيرات الشقران

وإذا كان لا يمكن تجنب ذلك، أو استبداله لأسباب طبية، يجب التوقف مؤقتا عن الرضاعة الطبيعية.
استخدام الأدوية التالية لفترة طويلة يتم تحت الإشراف الطبي المباشر:
- الستيرويد
- وسائل منع الحمل الهرمونية
- المسكنات
- مدرات البول
- مضادات الاختلاج

### الملوثات البيئية
الملوثات البيئية التي توجد في حليب الثدي، عادة تكون غير ضارة، ولاينبغي التفكير فيها إلا عندما ترتفع مستوياتها البيئية بشكل غير عادي. إضافة الي ذلك، فقد حدث انخفاض في المستويات البيئية، مما أدى أيضا إلى انخفاض مستويات حليب الأم. والملوثات الأكثر إثارة للقلق هي المبيدات الحشرية والرصاص والزئبق العضوي. ال دي دي تي والديلدرين لايمكن تجنبهما، ويمكن أيضا اكتشافها في صيغ حليب الرضع. تتراكم المبيدات الحشرية والمواد السامة الأخرى، فمثلا المخلوقات التي تعلي من السلسلة الغذائية، تخزن أكثر منها في دهون أجسامها. وهذا الأمر، خاصة بالنسبة للإسكيمو، حيث تتكون الحمية الغذائية التقليدية في الغالب من اللحوم. وتبحث الدراسات في الآثار المترتبة على ثنائي الفينيل المتعدد والملوثات العضوية الثابتة في الجسم، فحليب الأمهات في الإسكيمو ترتفع فيه المركبات السامة بشكل غير عادي.

## الاستهلاك الاستثنائي
في العالم القديم، كان حليب الثدي يستهلك في بعض الأحيان من قبل طوائف الخصوبة، وفي بعض الطقوس الدينية الأخرى.
الملك الأسباني ألفونسو الثالث عشر زار منطقة لاس هرديس في عام 1922 لعرض اهتمامه بالتاج. عاش الملك وموكبه في خيام عسكرية نصبت بالقرب من بلدة كاسراس دي لاس هورديس. وخلال زيارة الملك حدثت حادثة غريبة : شعر زعيم قرية محلية بالقلق لأن الملك كان يشرب القهوة سوداء فقط (نتيجة لأن مساعدو الملك يرتابون في نوعية الحليب المحلي، بسبب الظروف غير الصحية في المنطقة)، قدم للملك إبريق صغير من الحليب وقال : «جلالة أوكد لك أن هذا الحليب جدير بالثقة تماما»، وتبين أن الحليب هو حليب ثدي من زوجته التي أنجبت منذ فترة قصيرة. أدرك الملك هذه الحقيقة فقط بعد أن صب الحليب في قهوته.
تشير الأبحاث الأولية إلى أن حليب الثدي يمكن أن يحث الموت المبرمج لبعض أنواع الخلايا السرطانية. ويمكن للبالغين الذين يعانون من اضطرابات المعدة المعوية ومتلقيي الأعضاء المتبرع بها، أن يستفيدوا من القوى المناعية في حليب الثدي البشري.
في كوستاريكا، كانت هناك تجارب لإنتاج الجبن والكاستارد من الحليب البشري كبديل للفطام.
وقد ابتكر مطعم سويسري مثير للجدل قائمة أساسها الطعام المطبوخ في حليب الثدي.